# Madita
Madita, pseudonimo di Edita Malovčić (Vienna, 25 gennaio 1978), è una cantante e attrice austriaca.

## Biografia
Ha origini bosniache, in quanto suo padre è il cantante bosniaco Kemal Malovčić, e anche serbe da parte della madre.

## Discografia
- 2005 - Madita
- 2008 - Too
- 2010 - Pacemaker
- 2012 - Madita Deluxe
- 2012 - Flavours

## Filmografia

### Cinema
- Periferia Nord (Nordrand), regia di Barbara Albert (1999)
- Berlin Is in Germany, regia di Hannes Stöhr (2001)
- Kaltfront, regia di Valentin Hitz (2003)
- Želary, regia di Ondřej Trojan (2003)
- Quattro minuti (Vier Minuten), regia di Chris Kraus (2006)
- The Bone Man (Der Knochenmann), regia di Wolfgang Murnberger (2009)
- Zweiohrküken, regia di Til Schweiger (2009)
- 8:28 (8 Uhr 28), regia di Christian Alvart (2010)
- Toni Costa - Un commissario a Ibiza: pioggia rossa (Toni Costa: Kommissar auf Ibiza - Der rote Regen), regia di Michael Kreindl (2011)
- The Station - Ghiacciaio di sangue (Blutgletscher), regia di Marvin Kren (2013)
- Im weißen Rössl - Wehe Du singst!, regia di Christian Theede (2013)
- Da muss Mann durch, regia di Marc Rothemund come Thomas Lee (2015)
- V8 - La sfida dei Nitro (V8 - Die Rache der Nitros), regia di Joachim Masannek (2015)
- Party Hard Die Young, regia di Dominik Hartl (2018)

### Televisione[1]
- Der Briefbomber (2000)
- Il commissario Zorn (Der Ermittler) (2001)
- SOKO - Misteri tra le montagne (SOKO Kitzbühel) (2001)
- Il commissario Rex (Kommissar Rex) (2001; 2003)
- Medicopter 117 - Jedes Leben zählt (2001-2006)
- Ein starkes Team (2006)
- Zodiak - Der Horoskop-Mörder (2007)
- Meine Schwester (2011)
- Last Cop - L'ultimo sbirro (Der letzte Bulle) (2012)
- Es kommt noch dicker (2012)
- Blutsschwestern (2014)
- Die Frau mit einem Schuh (2014)
- Altes Geld (2015)
- Tatort (2005-2016)
- Squadra Omicidi Istanbul (Mordkommission Istanbul) (2018)
- Beck is back! (2019)
- Squadra Speciale Vienna (SOKO Donau) (2019)